# Gómez Plata
Gómez Plata là một khu tự quản thuộc tỉnh Antioquia, Colombia. Thủ phủ của khu tự quản Gómez Plata đóng tại Gómez Plata Khu tự quản Gómez Plata có diện tích 360 ki lô mét vuông. Đến thời điểm ngày 28 tháng 5 năm 2005, khu tự quản Gómez Plata có dân số 8633 người.